# Мехді Жаннен
Мехді Жаннен (фр. Mehdi Jeannin, нар. 20 квітня 1991, Безансон, Франція) — алжирський футболіст, воротар французького клубу «Сошо».

## Ігрова кар'єра

### Клубна
Мехді Жаннен народився у французькому місті Безансон. У футбол починав грати у клубі аматорського рівня «Орнанс». У 2011 році він отримав запрошення від клубу Ліги 2 «Клермон». Першу гру на професійному рівні футболіст провів у квітні 2014 року. Виступаючи за «Клермон» протягом восьми років Жанне провів в команді понад сто матчів в усіх турнірах.
У січні 2020 року Жаннен підписав контракт з клубом Ліги 2 «Сошо».

### Збірна
У 2015 році Мехді Жаннен викликався у склад національної збірної Алжиру на товариські матчі. Але на поле того разу так і не вийшов.